# オテル・ド・ヴィル＝ルイ・プラデル駅
オテル・ド・ヴィル＝ルイ・プラデル駅（オテル・ド・ヴィル＝ルイ・プラデルえき、フランス語: Hôtel de Ville - Louis Pradel）は、フランスのリヨン1区にあるリヨン・メトロの駅である。A線、C線共に1978年に開業した。
A線とC線の乗換え駅であり、市庁舎（オテル・ド・ヴィル）に位置する。駅名は、1957年から1976年にかけてリヨン・メトロ建設する発端となったリヨン市長ルイ・プラデル駅にちなんで名付けられた、ルイ・プラデル広場に由来している。

## 歴史
- 1978年5月2日：A線の開通、C線の延伸に伴い、開業。
- 2014年10月から2015年末：A線ホームを中心に改修工事を実施。

## 駅構造
A線は相対式ホーム2面2線、C線は相対式ホーム2面1線を有する地下駅である。A線は地下1階、C線は地下2階に位置している。

## 駅周辺

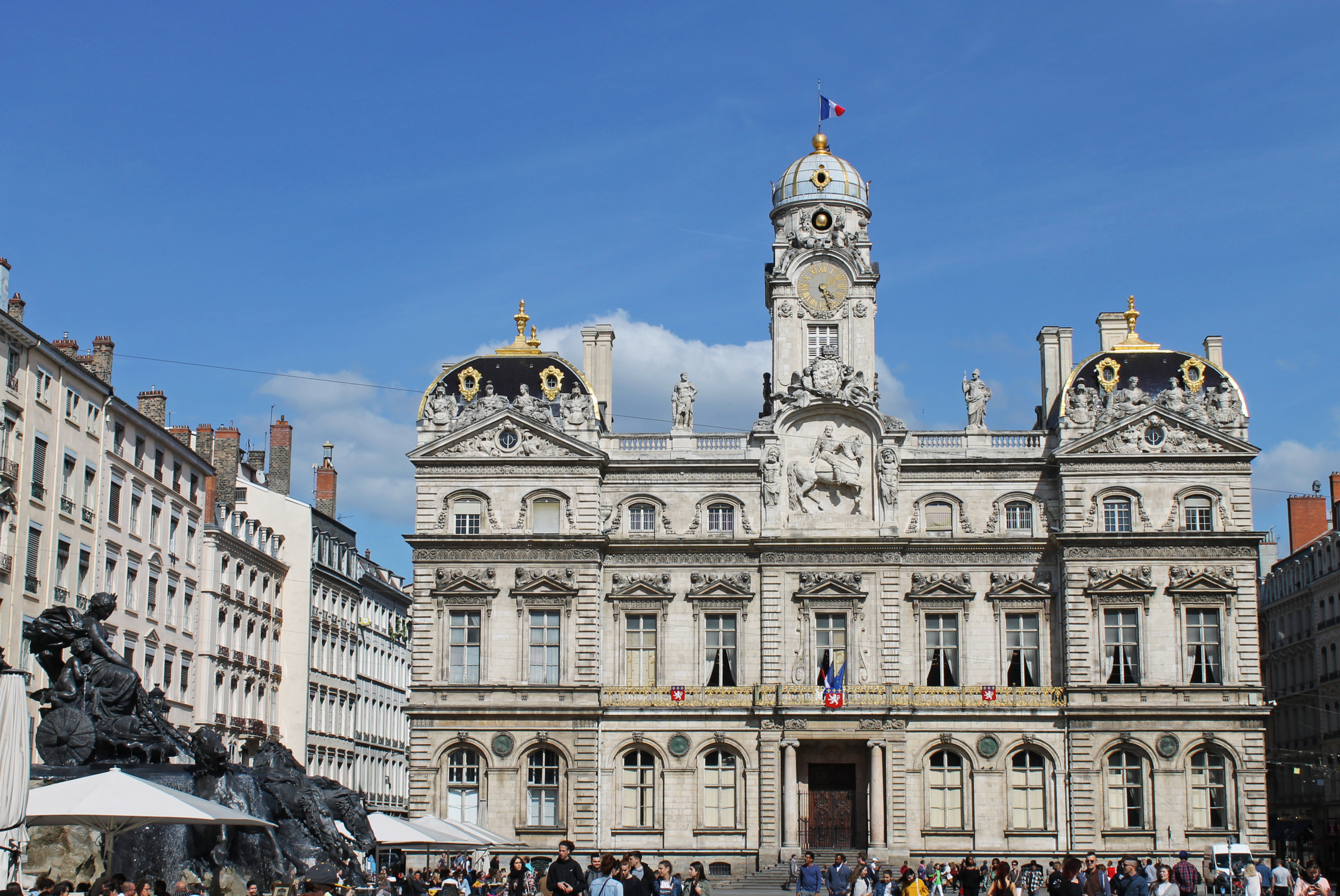
テロー広場とリヨン市庁舎（2018年）

駅周辺は「ラ・プレスクイル」と呼ばれる、リヨンの中心地である。
- テロー広場（フランス語版）
  - リヨン市庁舎（フランス語版）
  - リヨン美術館
- ルイ・プラデル広場
- リヨン国立オペラ
- コレージュ＝リセ・アンペール

## 隣の駅
リヨン・メトロ
 A線
コルディリエ駅  - オテル・ド・ヴィル＝ルイ・プラデル駅 - フォッシュ駅
 C線
オテル・ド・ヴィル＝ルイ・プラデル駅 - クロワ＝パケ駅